# Plectranthus argentatus
Plectranthus argentatus es una especie de plantas de 
la familia Lamiaceae (Labiatae), originaria de los afloramientos rocosos y selva tropical en la región fronteriza de Queensland y Nueva Gales del Sur, Australia. 

## Descripción
Alcanza un tamaño de 1 m de alto y ancho, es un arbusto de difusión de hoja caduca. Las hojas son peludas ovadas a ovadas amplias, de 5-11,5 cm de largo, y 3-5,5 cm de ancho con crenados márgenes. Los pelos dan a la planta de un color general verde a color plateado. Las flores nacen en terminales en forma de racimos de hasta 30 cm  de largo y son de color blanco azulado.

El epíteto específico argentatus en latín significa "plateado",
 refiriéndose a su follaje.

## Cultivo
Plectranthus argentatus  se cultiva en las regiones templadas  como planta ornamental de interior por su atractivo follaje plateado. Crece con facilidad a partir de esquejes o se puede cultivar a partir de semillas. Ha ganado el Award of Garden Merit de la  Royal Horticultural Society.

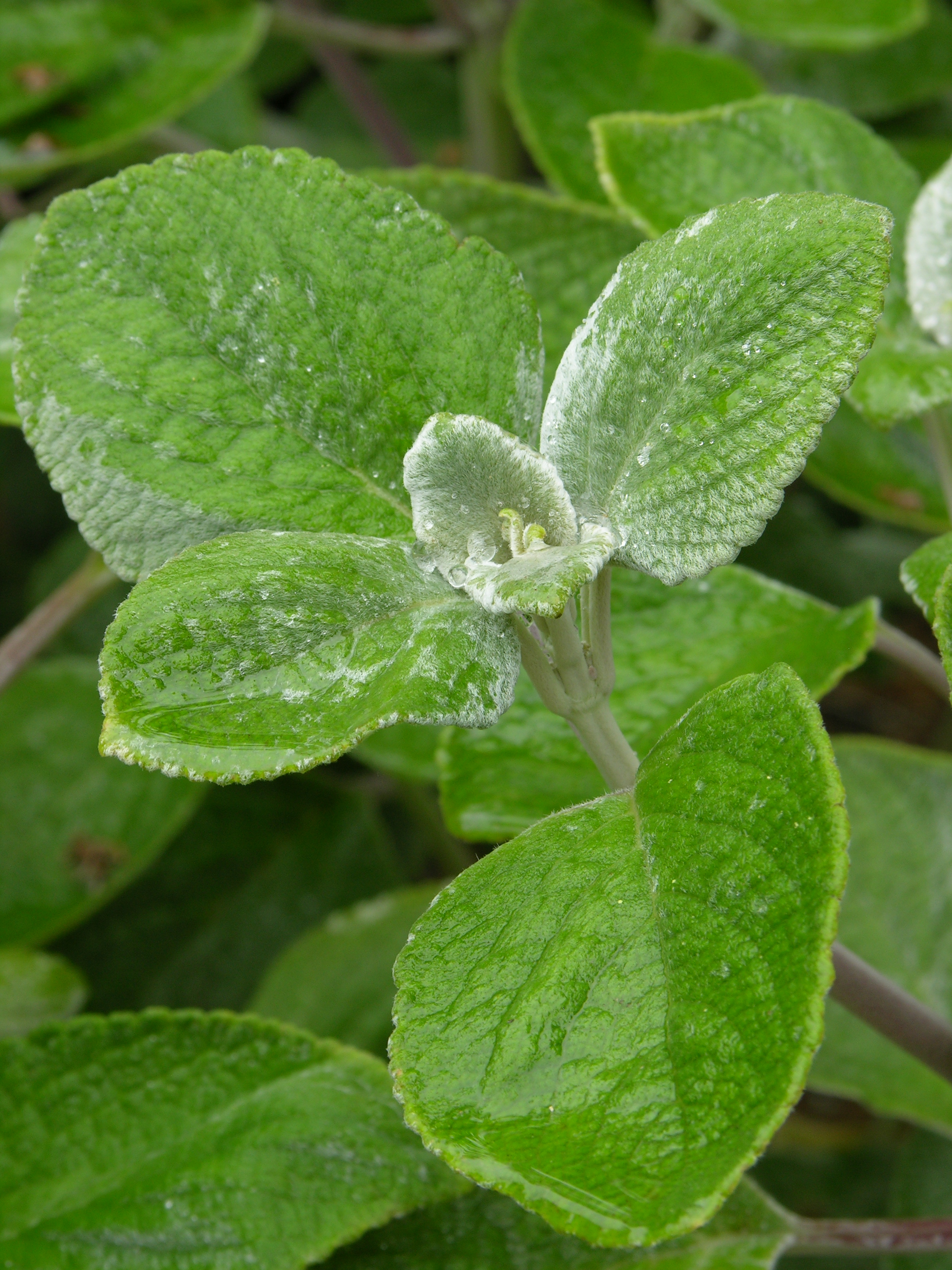
Follaje.

## Taxonomía
Plectranthus argentatus fue descrita por Stanley Thatcher Blake y publicado en Contributions from the Queensland Herbarium 9: 27. 1971.